# Munții Elbei
 Munții Elbei (în germană Elbsandsteingebirge în cehă Labské pískovce) sunt munți de gresie care fac parte din grupa Mittelgebirge situați pe cursul superior al Elbei în Germania și Cehia. Ei se întind pe ambii versanți ai Elbei de la Pirna până la Děčín pe o suprafață de 700 km². Cel mai înalt vârf este Děčínský Sněžník (Hoher Schneeberg) cu altitudinea de  723 m deasupra n.m.. Munții se află în regiunile Sächsische Schweiz din Saxonia Germania și Böhmische Schweiz (Pravcicka brana) din Cehia.

## Galerie de imagini

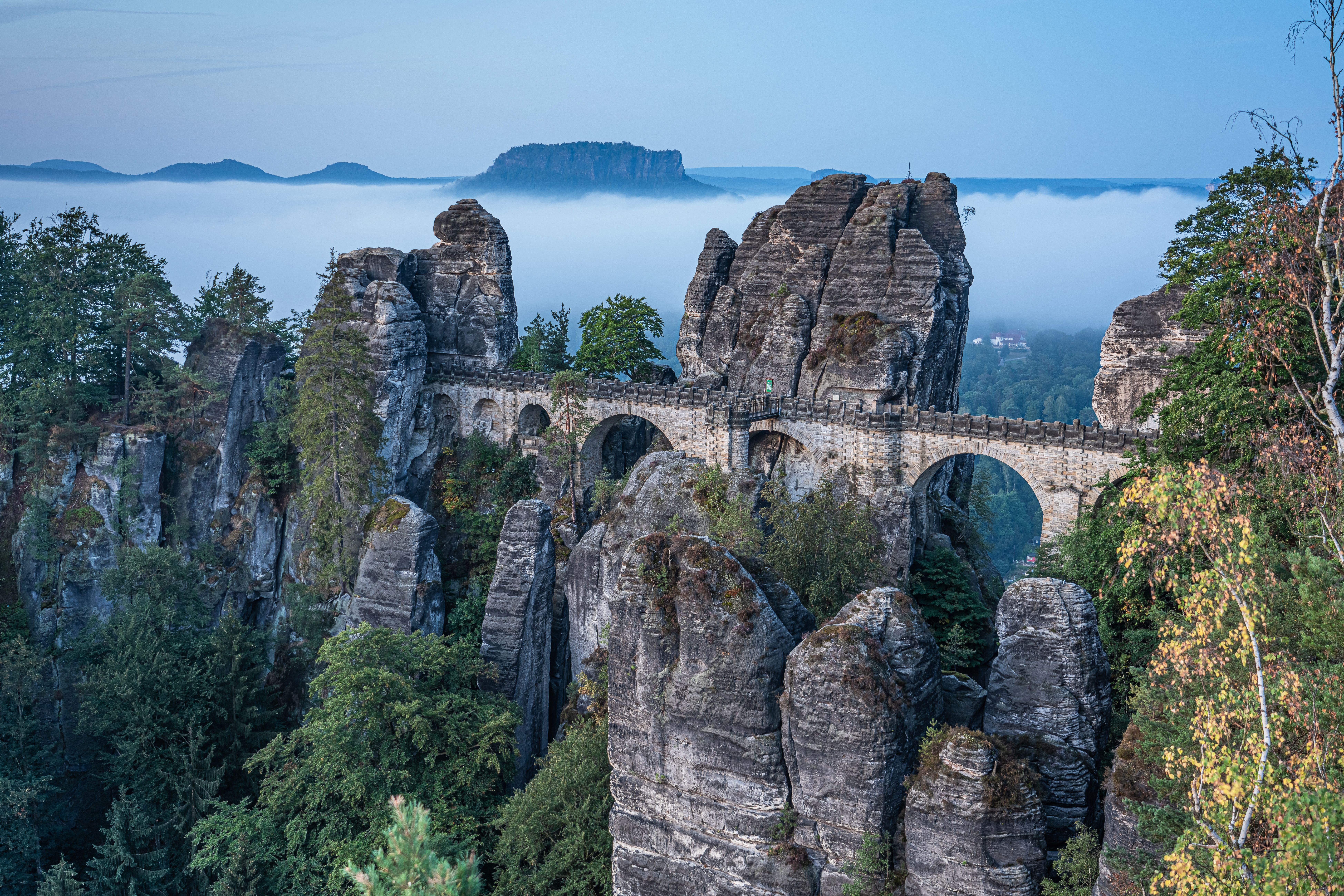
Bastionul (podul văzut de la Pietrele lui Ferdinand)
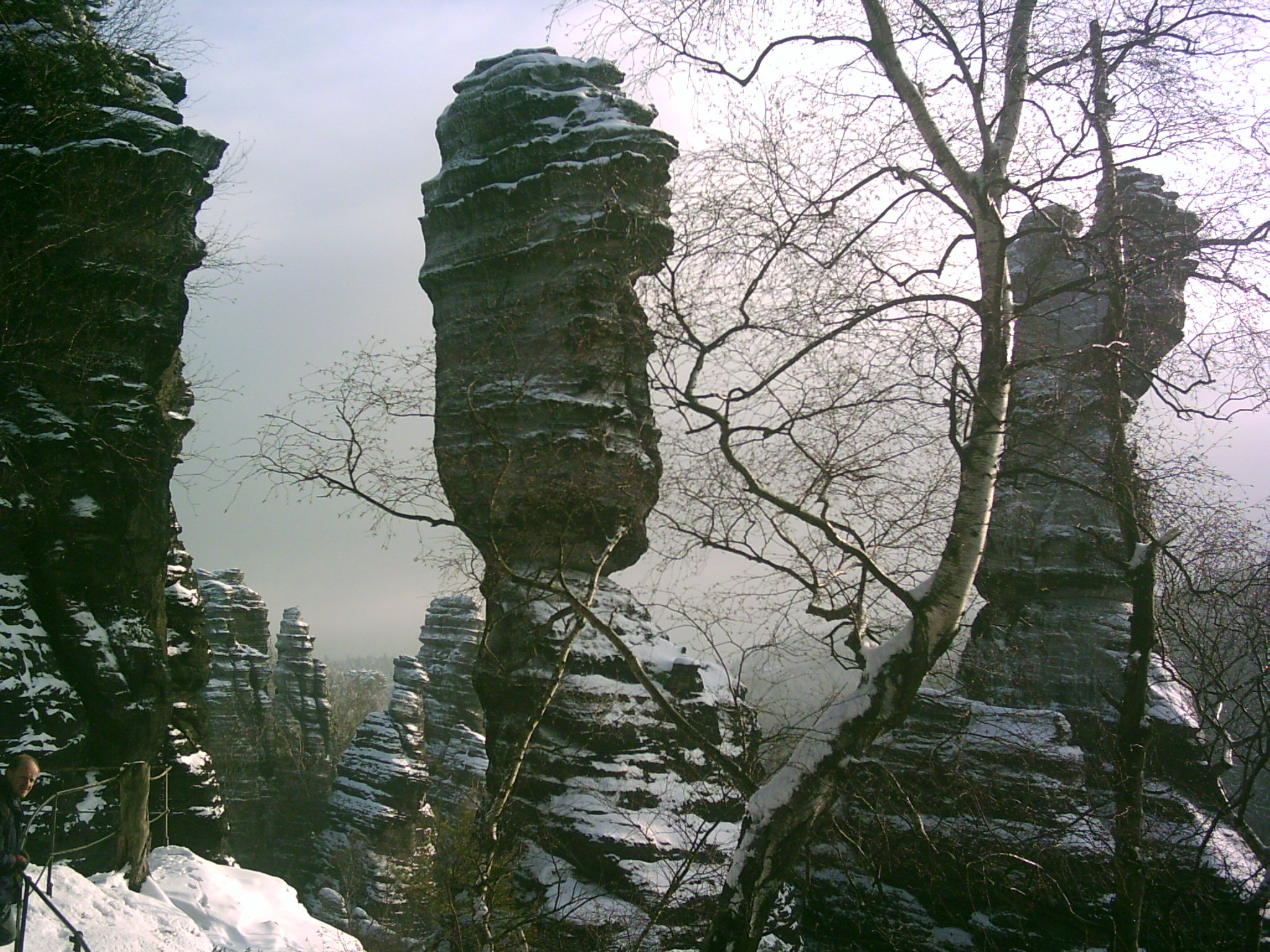
Bielatal (Valea Biela)
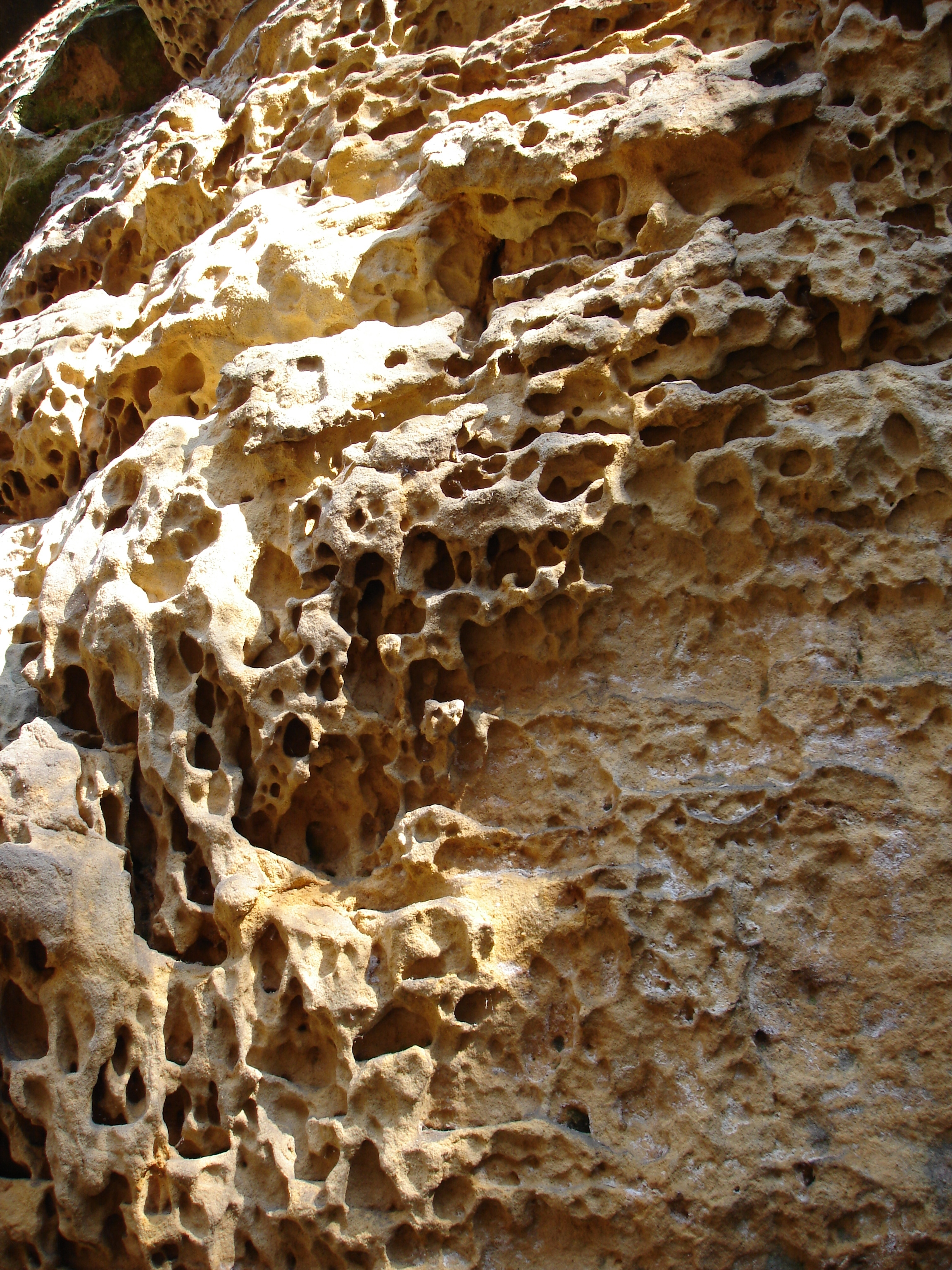
Eroziune cu aspect de fagure
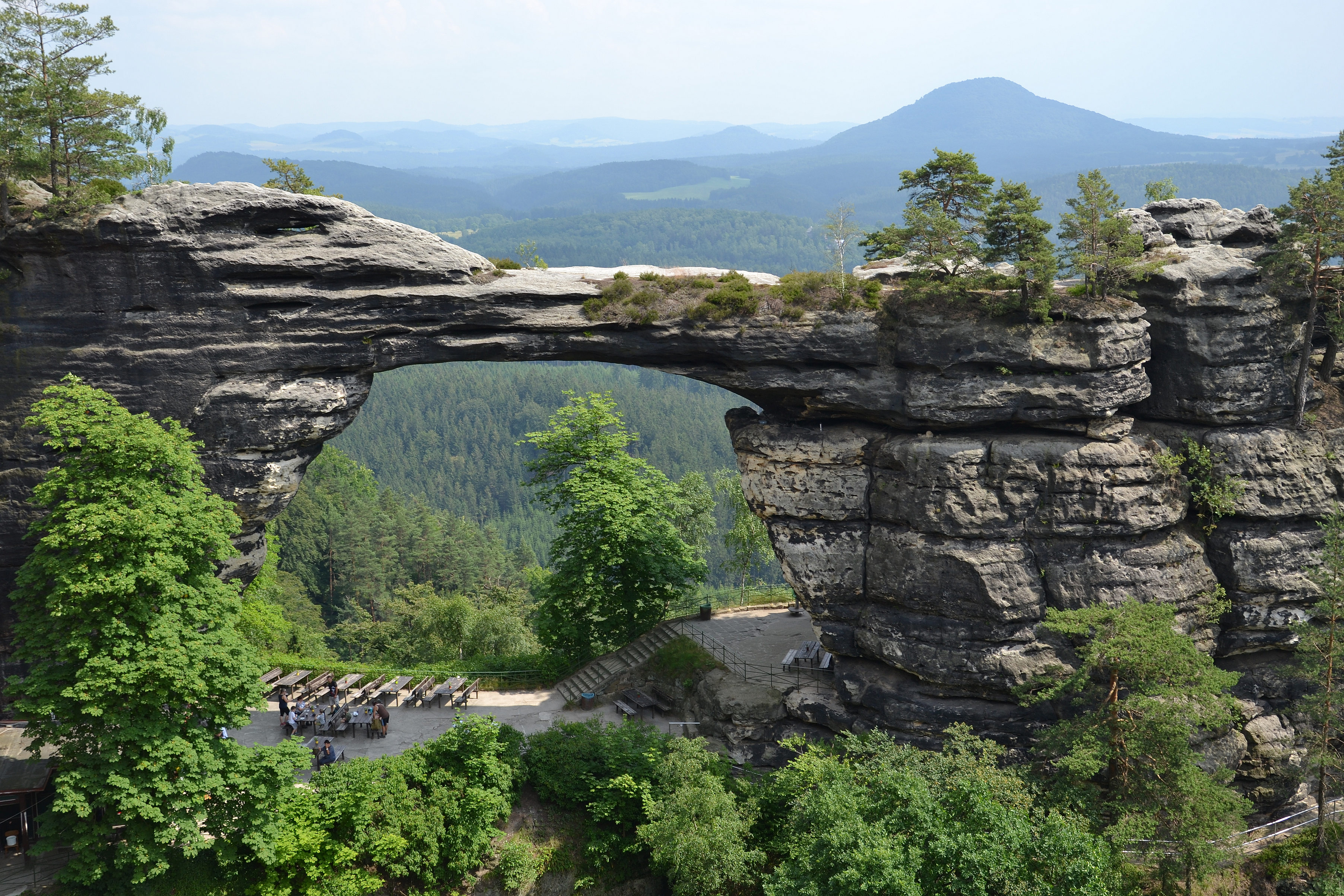
Pravcicka brana (Poarta mare Pravcicka)
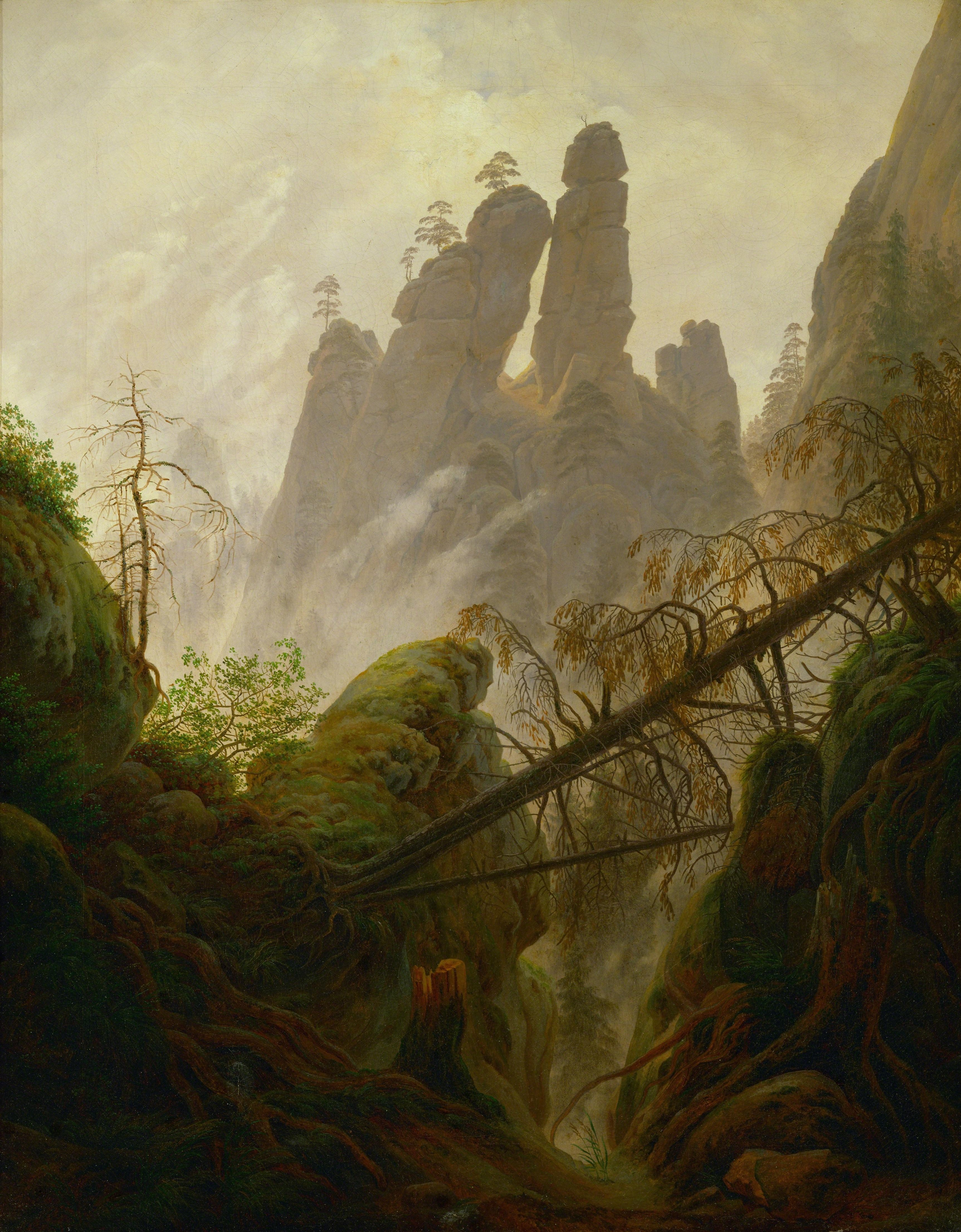
Pictură de Caspar David Friedrich
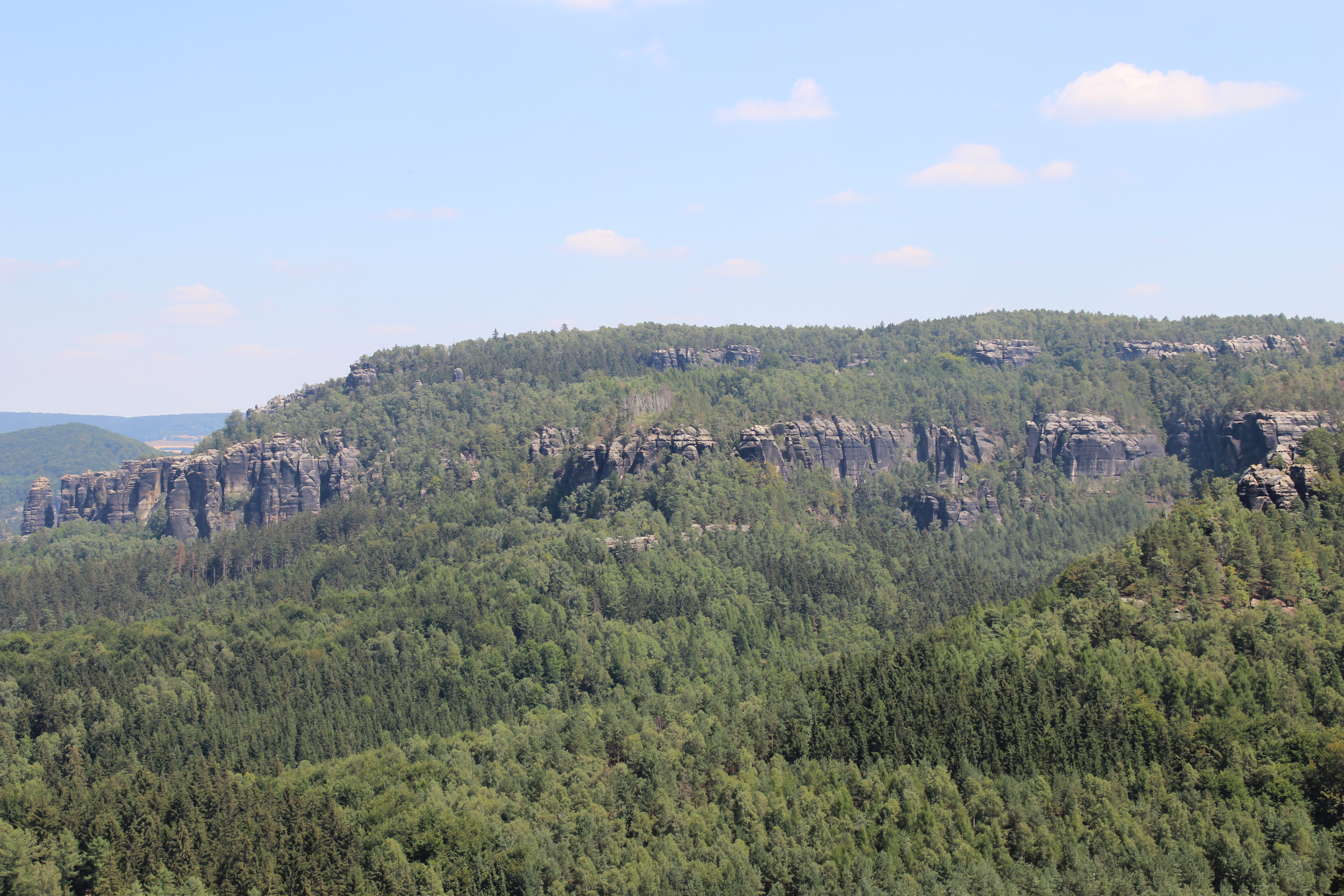
Affensteine